# Superman: El retorn
Superman: El retorn (títol original en anglès, Superman Returns) és una pel·lícula de l'any 2006, que tracta sobre el superheroi de còmic Superman. És la cinquena de la sèrie fílmica de Superman. Va ser dirigida, coproduïda i coguionitzada per Bryan Singer (X-Men, X-Men 2, The Usual Suspects) i protagonitzada pel desconegut actor Brandon Routh. S'ha doblat i subtitulat al català.

## Argument
La pel·lícula recull la història a partir de Superman II (oblidant Superman III i Superman IV), amb el nom de l'"Home d'Acer" tornant a la Terra després de cinc anys. El paper de Jor-El ho va interpretar Marlon Brando, mitjançant imatges d'arxiu.

## Actors i Personatges
| Actor              | Personatge            |
| ------------------ | --------------------- |
| Brandon Routh      | Clark Kent / Superman |
| Kate Bosworth      | Lois Lane             |
| Kevin Spacey       | Lex Luthor            |
| Marlon Brando      | Jor-El                |
| Eva Marie Saint    | Martha Kent           |
| James Marsden      | Richard White         |
| Sam Huntington     | Jimmy Olsen           |
| Tristan Lake Leabu | Jason White           |
| Frank Langella     | Perry White           |
| Kal Penn           | Stanford              |
| Parker Posey       | Kitty Kowalski        |
| James Karen        | Ben Hubbard           |
| Stephan Bender     | Clark Kent (jove)     |
| Jack Larson        | Bo el cambrer         |
| Noel Neill         | Gertrude Vanderworth  |
| Peta Wilson        | Bobbie-Faye           |
| Mike Massa         | Pilot 777             |

## Premis i nominacions

### Nominacions
- 2007: Oscar als millors efectes visuals per Mark Stetson, Neil Corbould, Richard R. Hoover i Jon Thum
- 2007: BAFTA als millors efectes visuals per Mark Stetson, Neil Corbould, Richard R. Hoover i Jon Thum